# Arez (Nisa)
Arez é uma povoação portuguesa do Município de Nisa que foi sede da extinta Freguesia de Arez, freguesia que tinha 55,72 km² de área e 256 habitantes (2011), e, por isso, uma densidade populacional 4,6 hab./km².
A Freguesia de Arez foi extinta (agregada) pela reorganização administrativa de 2012/2013, tendo o seu território sido agregado ao da Freguesia de Amieira do Tejo para criar a União de Freguesias de Arez e Amieira do Tejo.
Foi vila e sede de um pequeno concelho, constituído apenas pela freguesia da sede, entre o século XII e 1836. Nessa data foi integrada no concelho (atual município) de Nisa.

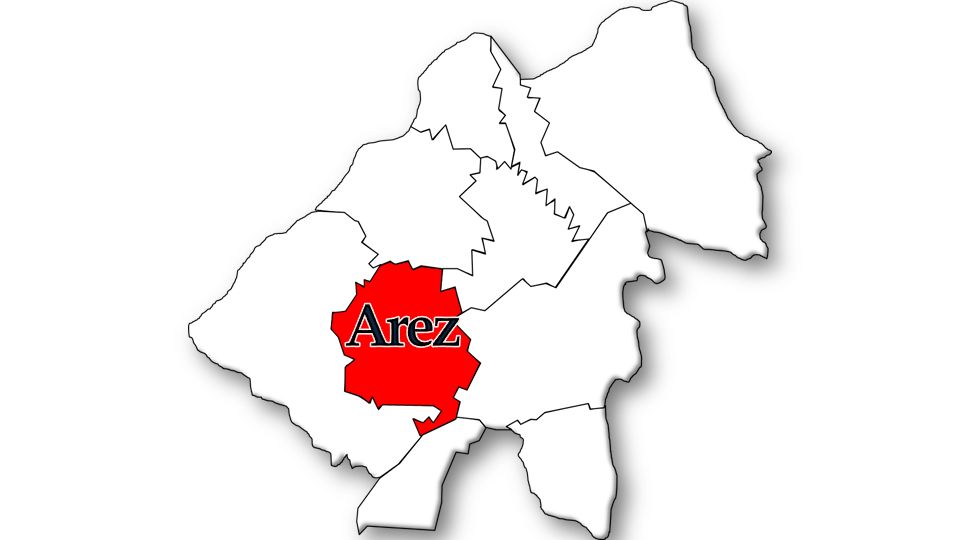
Localização no Município de Nisa

## População
| População da freguesia de Arez | População da freguesia de Arez | População da freguesia de Arez | População da freguesia de Arez | População da freguesia de Arez | População da freguesia de Arez | População da freguesia de Arez | População da freguesia de Arez | População da freguesia de Arez | População da freguesia de Arez | População da freguesia de Arez | População da freguesia de Arez | População da freguesia de Arez | População da freguesia de Arez | População da freguesia de Arez |
| ------------------------------ | ------------------------------ | ------------------------------ | ------------------------------ | ------------------------------ | ------------------------------ | ------------------------------ | ------------------------------ | ------------------------------ | ------------------------------ | ------------------------------ | ------------------------------ | ------------------------------ | ------------------------------ | ------------------------------ |
| 1864                           | 1878                           | 1890                           | 1900                           | 1911                           | 1920                           | 1930                           | 1940                           | 1950                           | 1960                           | 1970                           | 1981                           | 1991                           | 2001                           | 2011                           |
| 412                            | 506                            | 585                            | 579                            | 697                            | 729                            | 787                            | 936                            | 1 008                          | 878                            | 615                            | 512                            | 464                            | 362                            | 256                            |

## Património
- Termas da Fadagosa de Nisa